# Жилкибаев, Ержан Жуматович
Ержан Жуматович Жилкибаев (род. 17 декабря 1982 года, Ленгер, Туркестанская область, Казахская ССР, СССР) — казахский политический и государственный деятель. Аким Медеуского района Алматы с 27 мая 2016 года по 25 марта 2019 года. Заместитель акима Жамбылской области с 17 февраля 2020 года по 16 марта 2021 года. Аким Тараза с 19 марта 2021 года по 5 августа 2022 года.

## Биография
Ержан Жуматович Жилкибаев родился 17 декабря 1982 года в городе Ленгер, Туркестанской области Казахстана. Получил 3 высших образования, окончив: Южно-Казахстанский государственный университет имени М. О. Ауэзова в 1999 году, Академию государственного управления при Президенте Республики Казахстан в 2006 году и Восточно-Казахстанский университет имени С. Аманжолова в 2011 году.
Трудовую деятельность Жилкибаев начал в 2003 году главным специалистом Департамента экономики Южно-Казахстанской области.
В разные годы (с 2009 по 2014) занимал должности, помощника акима, заместителя аппарата акима и руководителя аппарата акима Восточно-Казахстанской области.
Работал Государственным инспектором Отдела государственного контроля и организационно-территориальной работы Администрации Президента Республики Казахстан.
С 27 мая 2016 года по 25 марта 2019 года был акимом Медеуского района Алматы. С 17 февраля 2020 года по 16 марта 2021 года трудился заместителем акима Жамбылской области. С 19 марта 2021 года по 5 августа 2022 года являлся акимом города Тараз.

## Личная жизнь
У Ержана Жилкибаева есть жена Молдир. Вместе они воспитывают дочь и сына – Наздану и Адилета.

## Награды
- Орден «Курмет» (2017).